# Franc Frakelj
Franc Frakelj (Železniki, 19 gennaio 1917 – Canada, ...) è stato un militare sloveno.
Franc Frakelj, il cui vero nome era Peter Skalar, fu un membro dei Domobranci, una formazione militare slovena anticomunista creata dopo la capitolazione italiana nel 1943. Frakelj appartenne anche ad una milizia segreta chiamata Črna Roka (la Mano Nera) che uccise (come dichiarava lui "in nome di Dio"), più di 60 persone durante la seconda guerra mondiale. Il suo gruppo, noto come "i dodici apostoli", massacrò a colpi di bastone i prigionieri catturati nel corso dell'inverno 1943-44, nelle paludi a sud di Lubiana. 
Frakelj nacque a Dražgoše, una frazione di Železniki, villaggio nel nord-ovest della Slovenia, che fu distrutto nel 1942 da parte dell'esercito tedesco. Prima della battaglia di Castello Turjak (19 settembre 1943) Frakelj era il comandante di un avamposto di guardie di villaggio a sud di Lubiana. 
Morì in Canada.